# Kepler-62b
Kepler-62b és l'exoplaneta més interior i el segon més petit orbitant l'estel Kepler-62, amb un diàmetre un 30% més gran que la Terra. Va ser trobat utilitzant el mètode del trànsit, en el qual es mesuren les fluctuacions que un planeta causa en creuar davant la seva estrella des del punt de vista de la Terra. El seu flux estel·lar és 70 ± 9 vegades el de la Terra.